# Pandanus schoddei
Pandanus schoddei är en enhjärtbladig växtart som beskrevs av Harold St.John. Pandanus schoddei ingår i släktet Pandanus och familjen Pandanaceae. Inga underarter finns listade.